# Elatostema pseudonasutum
Elatostema pseudonasutum är en nässelväxtart som beskrevs av Wen Tsai Wang. Elatostema pseudonasutum ingår i släktet Elatostema och familjen nässelväxter. Inga underarter finns listade i Catalogue of Life.